# Weidenberg
Weidenberg é um município da Alemanha, no distrito de Bayreuth, na região administrativa da Alta Francónia, estado de Baviera.

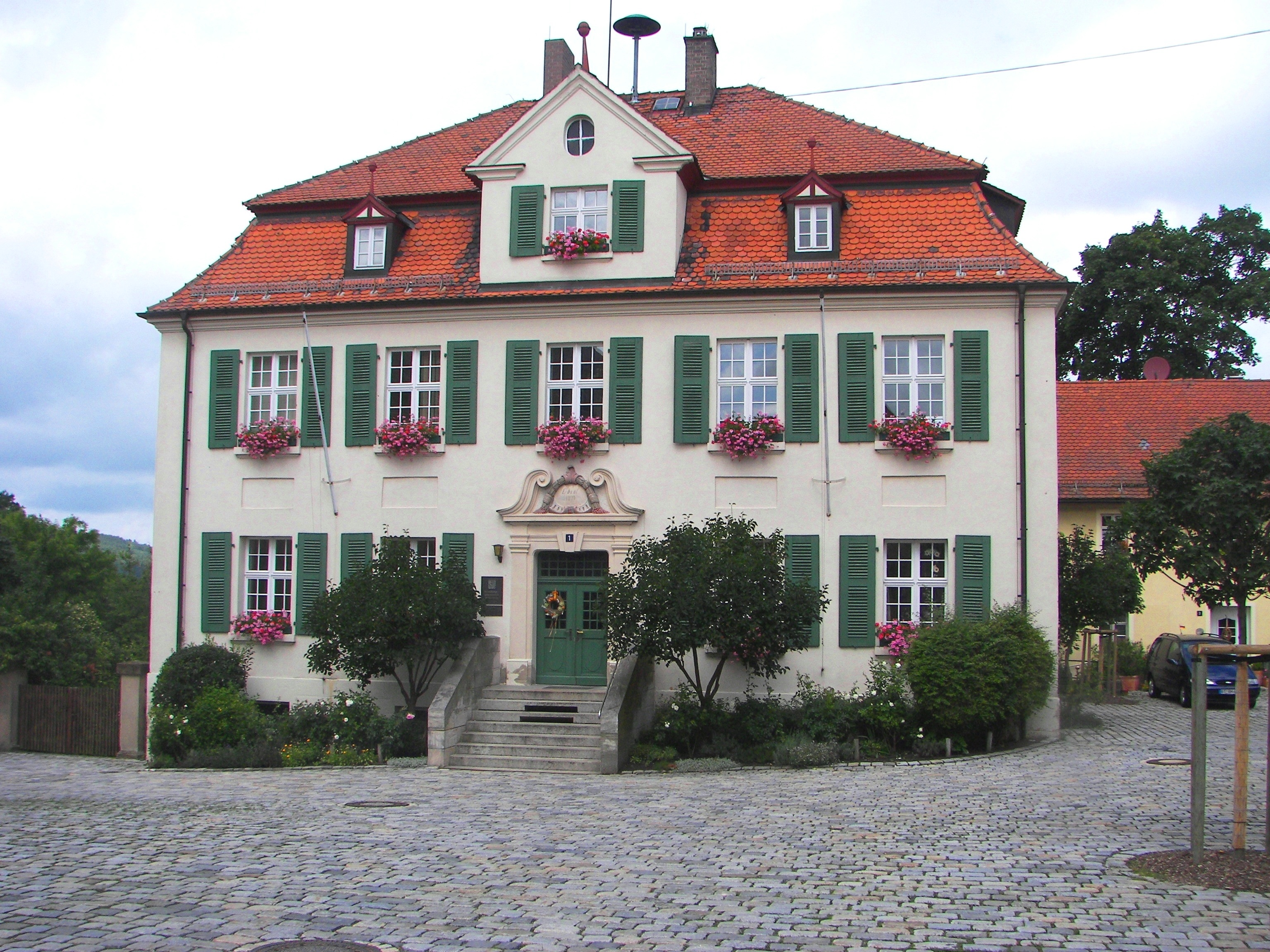
Townhall of Weidenberg